# Saint-Julien (Wein)

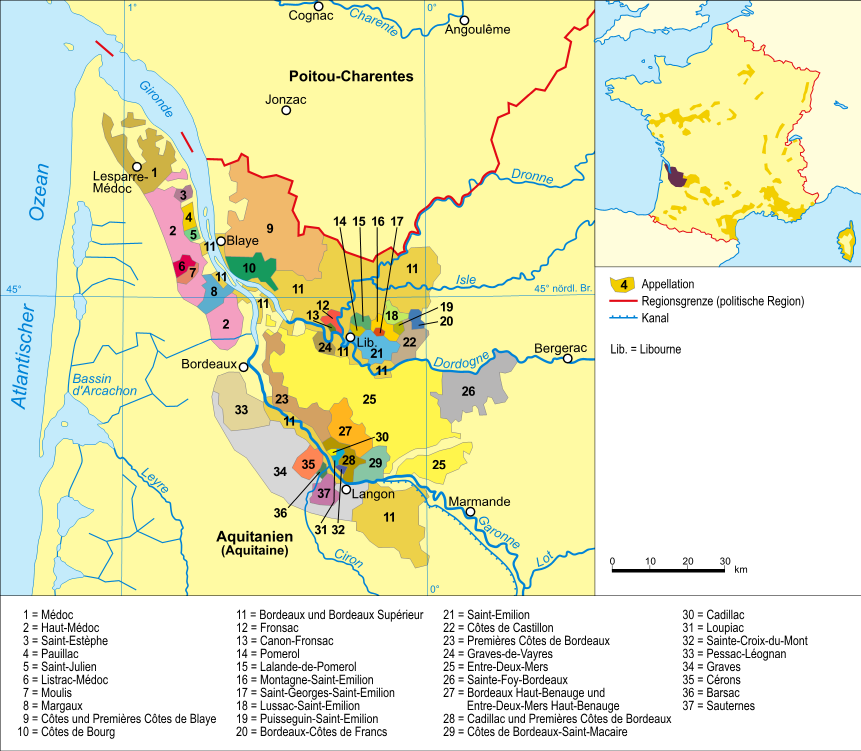
Karte – Weinbaugebiet Bordeaux

Der Saint-Julien ist einer der berühmtesten Rotweine des Anbaugebietes Bordeaux.

## Das Weinbaugebiet
Das Gebiet der Appellation Contrôlée umfasst die für den Qualitätsweinbau geeigneten Lagen der Gemeinde Saint-Julien-Beychevelle im Médoc. Es liegt ca. 10 km nördlich von Margaux an der Gironde und grenzt im Norden unmittelbar an Pauillac. Mit einer Ausdehnung von 3,5 auf 4 km besitzt es annähernd quadratische Form. Die Anbaufläche beträgt 910 ha.

## Der Wein
Der Saint-Julien ist ein kraftvoller und vielschichtiger Rotwein. In seiner Jugend wirkt er wegen seines hohen Tanningehaltes oft streng, erst eine längere Reifezeit von mindestens 5 Jahren im Keller bringt ihn zur Entfaltung. Sein Charakter stellt eine Synthese zwischen der Wucht von Pauillac und der Finesse von Margaux dar.
75 % der Anbaufläche entfallen auf die elf Grands Crus Classés. Ihr Anteil ist damit höher als in allen anderen kommunalen Appellationen des Médoc. Diese Tatsache verleiht dem Saint-Julien seine qualitative Homogenität. Die berühmtesten Châteaux sind:
- Château Beychevelle
- Château Branaire-Ducru
- Château Ducru-Beaucaillou
- Château Gruaud-Larose
- Château Lagrange
- Château Langoa-Barton
- Château Léoville-las-Cases
- Château Léoville-Poyferré
- Château Léoville-Barton
- Château Saint-Pierre
- Château Talbot

## Boden und Klima
Der Qualitätsweinbau beschränkt sich auf die in der Eiszeit entstandenen Kiessandböden. Die der Gironde am nächsten gelegenen Lagen mit ihren großen Kieselsteinen sind am besten für den Cabernet Sauvignon geeignet. Im Westen der Gemeinde ist der Boden sandiger, er kommt dem Merlot entgegen. Von Süden nach Norden wird er Boden lehmiger, was den Weinen mehr Körper verleiht.
Das Klima ist stark vom Atlantik beeinflusst mit warmen Sommern und feucht-milden Wintern. Über die Qualität eines Jahrgangs entscheidet in der Regel der Herbst. Zur vollen Reife benötigen die Trauben ein sonniges Wetter bis weit in den Oktober hinein. Die Nähe der Gironde hat eine ausgleichende Wirkung auf das Mikroklima. Sie schützt vor Spätfrösten, mildert aber auch die sommerliche Hitze.

## Rebsorten und Weinbereitung
Im Rebsatz dominiert der Cabernet Sauvignon. Sein Anteil beträgt in den Crus Classés in der Regel 65 bis 70 %. Um die 20 % entfallen auf Merlot, den Rest teilen sich die Rebsorten Cabernet Franc und Petit Verdot. Die Erträge liegen zwischen 45 und 55 hl/ha.
Die Weinbereitung folgt dem klassischen Modell von Bordeaux: Zwei bis drei Wochen Standzeit auf der Maische, anschließend 18–24 Monate Ausbau in Barriques, Fässern mit 225 Litern aus Eichenholz, die zumeist zur Hälfte erneuert werden. In den Grand Vin kommt nur der Wein aus den besten und zum Stil eines Château passenden Partien. Der Rest, wie auch der Ertrag junger Rebanlagen, wird von den Châteaus als Second Vin, als Zweitwein abgefüllt.